# 中日歌会
中日歌会是由中国中央电视台和日本NHK电视台为纪念中日和平友好条约签署25周年，促进中日文化交流而联合主办大型跨国歌会，从1992年开始至今，是两国文化交流的国家级重点项目。旨在展示、推广两国流行音乐的独特魅力和艺术成就，推动两国文化交流的长远发展，增进两国人民之间的情谊。

## 具体内容
- 第一届：2004年2月22日，日本东京NHK剧场[1]
- 第二届：2005年10月29日，日本东京国际展览中心[2]
- 第三届：2006年12月14日，日本东京国际展览中心
- 第四届：2007年12月14日，日本东京国际展览中心[3]
- 第五届：2010年6月4日，中国江苏省苏州市周庄[4]